# Haarige Zeiten
Haarige Zeiten ist das zweite Album der deutschen A-cappella-Gruppe Wise Guys und erschien 1996. Es ist zugleich das erste Album der Gruppe, das bei einer Plattenfirma veröffentlicht wurde. „Entchen Records“ übernahm unter Leitung von Hanspeter Hommelsheim die Aufnahme, den Mix und das Mastering der CD.
Erstmals sang Ferenc Husta die Bassstimme, der 1995 diese Position von Christoph Tettinger übernommen hatte. Der Titel des Albums bezog sich auf die damaligen Frisuren der fünf Sänger. Im Vergleich zum Vorgängeralbum „Dut-Dut-Duah!“ stieg der Anteil an (deutsch- und englischsprachigen) Eigenkompositionen deutlich an. Daniel Dickopf etablierte sich als Songschreiber; Edzard Hüneke komponierte nur drei Titel, arrangierte jedoch fast alle Lieder.

## Titelliste
1. Reklame – 3:09
2. Sir Duke (Text und Musik: Stevie Wonder) – 2:19
3. Got to Get Up – 3:09
4. Tekkno (HommelsHeimMix) – 1:31
5. The Unknown Stuntman (T. u. M.: G. Larson / D. Somerville / G. Jenson) – 2:21
6. Total egal – 2:32
7. Tut mir leid – 2:58
8. Vielen Dank für die Blumen (T.: S. Rabe, M.: Udo Jürgens) – 2:52
9. Charlie Razzamatazz – 2:43
10. 99 Jahre – 3:50
11. My Name Is Jack – 3:04
12. Liebe geht durch den Magen – 3:02
13. Let’s Twist Again (T. u. M.: Mann/Appell) – 1:28
14. Der Vollprofi – 2:35
15. Dippy Valley – 2:28
16. Tekkno (live) – 5:20
17. Back for Good (live) (T. u. M.: Gary Barlow) – 3:57
18. Für Dich – 2:28
19. Goldfinger (T. u. M.: Bricusse / Newley / Barry) – 2:26
20. Wenn ich ens nit mih existiere (T.: Willi Ostermann, M.: Daniel Dickopf) – 0:48